# Lieste

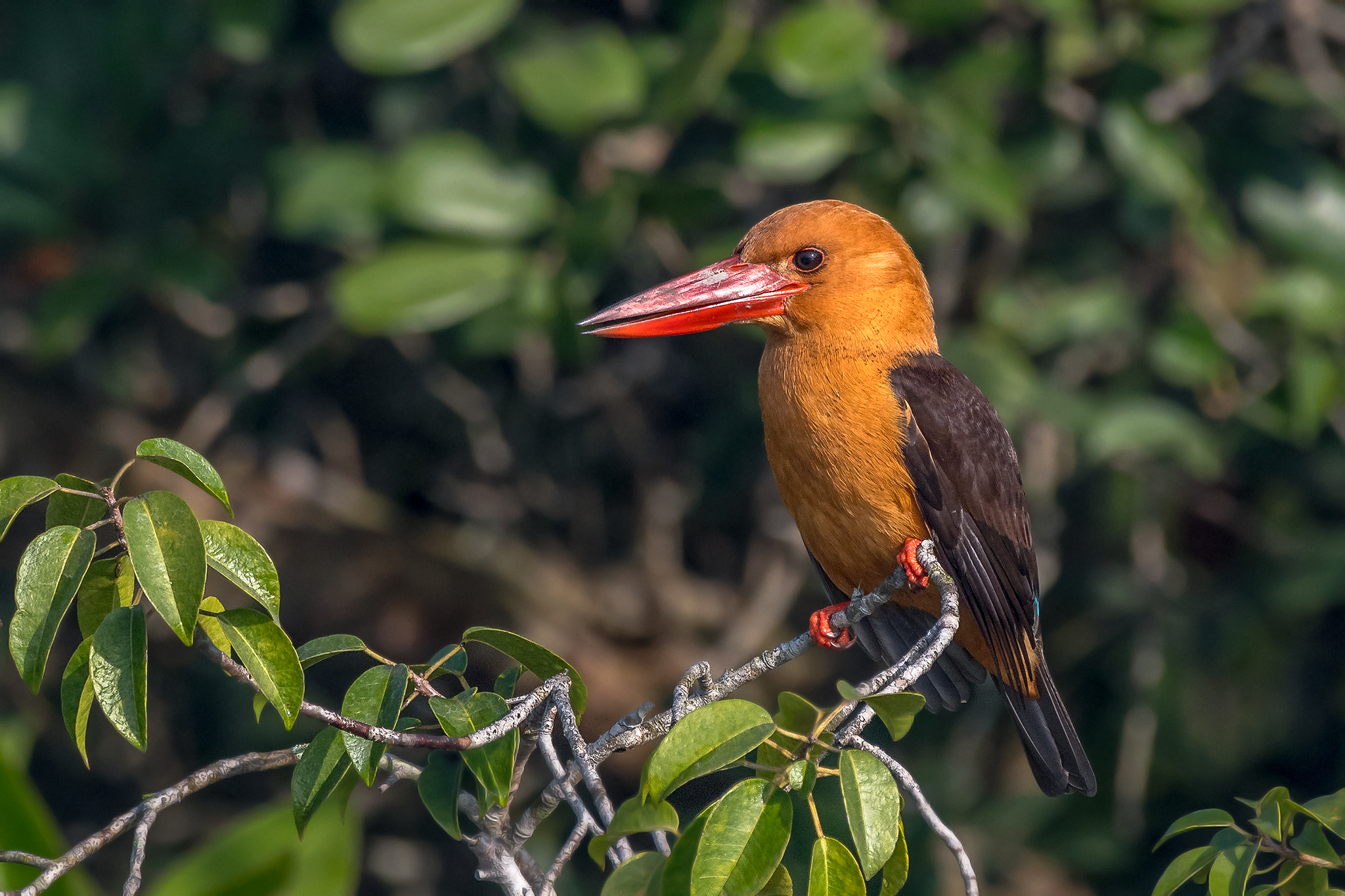
Braunflügelliest, Sundarbans, Westbengalen, Indien

Die Lieste, auch Baum-Eisvögel oder Halcyoninae genannt, bilden die nach Artenzahlen größte der drei Unterfamilien der Eisvögel mit etwa 70 Arten in 11 Gattungen, einschließlich mehrerer Arten der Jägerlieste. Die Unterfamilie scheint in Indochina und den Ostindischen Inseln erstmals aufgetreten zu sein; später breitete sie sich in viele Gebiete der Welt aus. Lieste sind in Asien und Australasien weit verbreitet, kommen aber auch in Afrika sowie auf den Inseln des Indischen Ozeans und des Pazifiks vor. Sie besiedeln eine weite Spanne unterschiedlicher Habitate vom Tropischen Regenwald bis zu offenen Waldlandschaften.

## Systematik
Die Unterfamilie der Lieste wird oft als Daceloninae bezeichnet, ein wissenschaftlicher Name, der 1841 von Charles Lucien Bonaparte eingeführt wurde. Allerdings ist der Name Halcyoninae, 1825 von Vigors eingeführt, der ältere und damit gültige.
Die Unterfamilie Halcyoninae ist eine von drei Unterfamilien der Eisvögel, neben den Alcedininae und den Cerylinae. Die Unterfamilie enthält etwa 70 Arten in 11 Gattungen. Die aktuelle Gruppierung in Gattungen wird durch molekulare Analysen gestützt, obwohl nach wie vor die Verwandtschaft einzelner Gattungen untereinander ungeklärt ist.

### Gattungen und Arten
- Gattung Actenoides
  - Bartliest (Actenoides bougainvillei), auch Bougainville-Bartliest oder Schnurrbärtiger Eisvogel
  - Malaienliest (Actenoides concretus)
  - Tropfenliest (Actenoides lindsayi)
  - Mindanaoliest (Actenoides hombroni)
  - Einsiedlerliest (Actenoides monachus)
  - Königsliest (Actenoides princeps)
- Gattung Melidora (Hakenlieste)
  - Hakenliest (Melidora macrorrhina)
- Gattung Lacedo
  - Wellenliest (Lacedo pulchella)

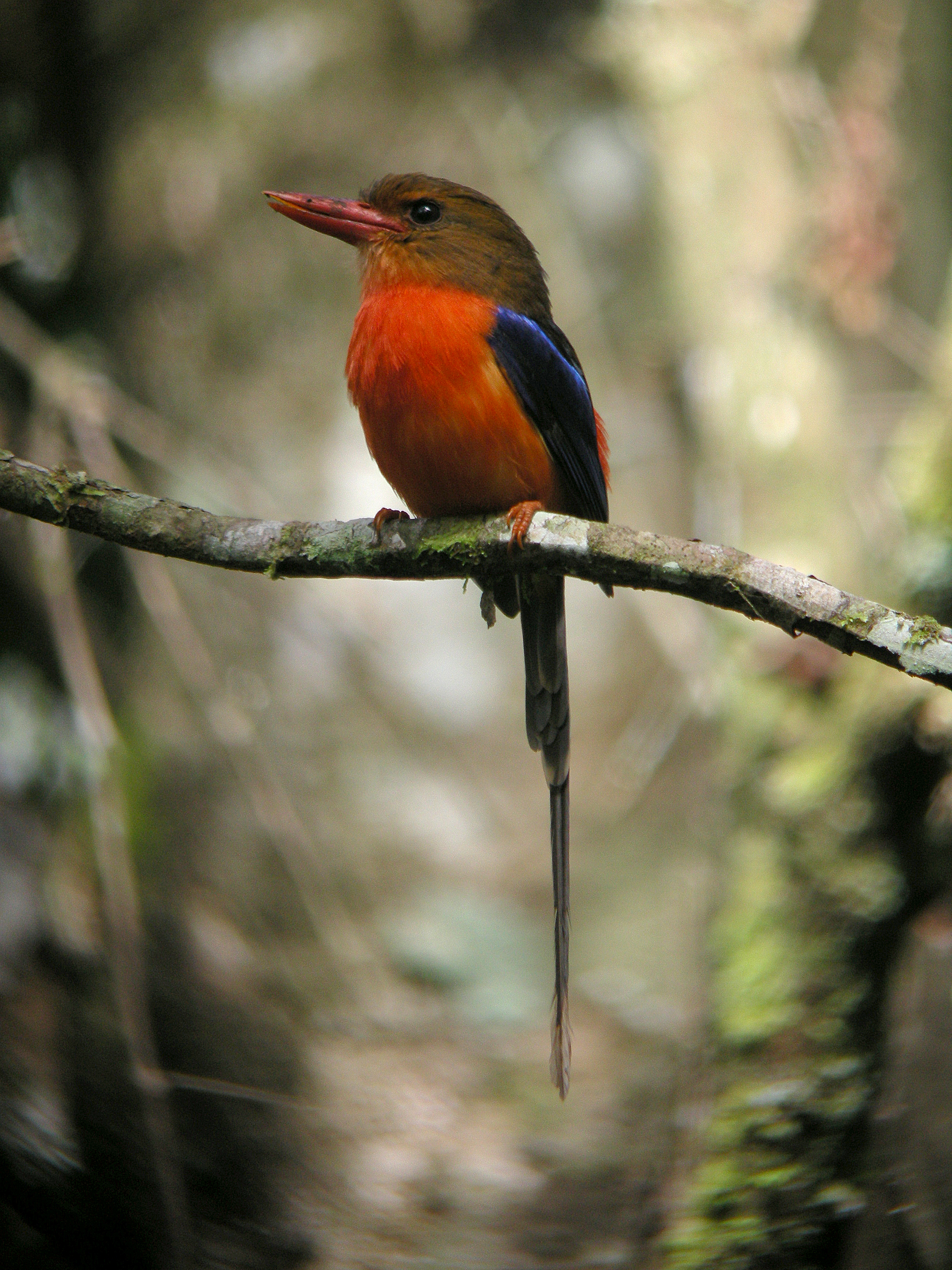
Braunmantelliest

- Gattung Tanysiptera – Paradieseisvögel
  - Feenliest (Tanysiptera hydrocharis)
  - Spatelliest (Tanysiptera galatea)
  - Elliotliest (Tanysiptera ellioti)
  - Biakliest (Tanysiptera riedelii)
  - Numforliest (Tanysiptera carolinae)
  - Nymphenliest (Tanysiptera nympha)
  - Braunmantelliest (Tanysiptera danae)
  - Paradiesliest (Tanysiptera sylvia)
  - Schwarzkappen-Paradiesliest, (Tanysiptera nigriceps)[4]
- Gattung Cittura
  - Blauohrliest (Cittura cyanotis)
- Gattung Dacelo (Jägerlieste)
  - Jägerliest oder Lachender Hans (Dacelo novaeguineae)
  - Haubenliest (Dacelo leachii)
  - Aruliest (Dacelo tyro)
  - Rotbauchliest (Dacelo gaudichaud)
  - Froschschnabelliest (Dacelo rex)
- Gattung Caridonax
  - Glitzerliest (Caridonax fulgidus)
- Gattung Pelargopsis
  - Braunflügelliest (Pelargopsis amauroptera)
  - Storchschnabelliest (Pelargopsis capensis)
  - Schwarzschnabelliest (Pelargopsis melanorhyncha)

- Gattung Halcyon
  - Feuerliest (Halcyon coromanda)
  - Kastanienliest (Halcyon badia)
  - Braunliest (Halcyon smyrnensis)
  - Kappenliest (Halcyon pileata)
  - Javaliest (Halcyon cyanoventris)

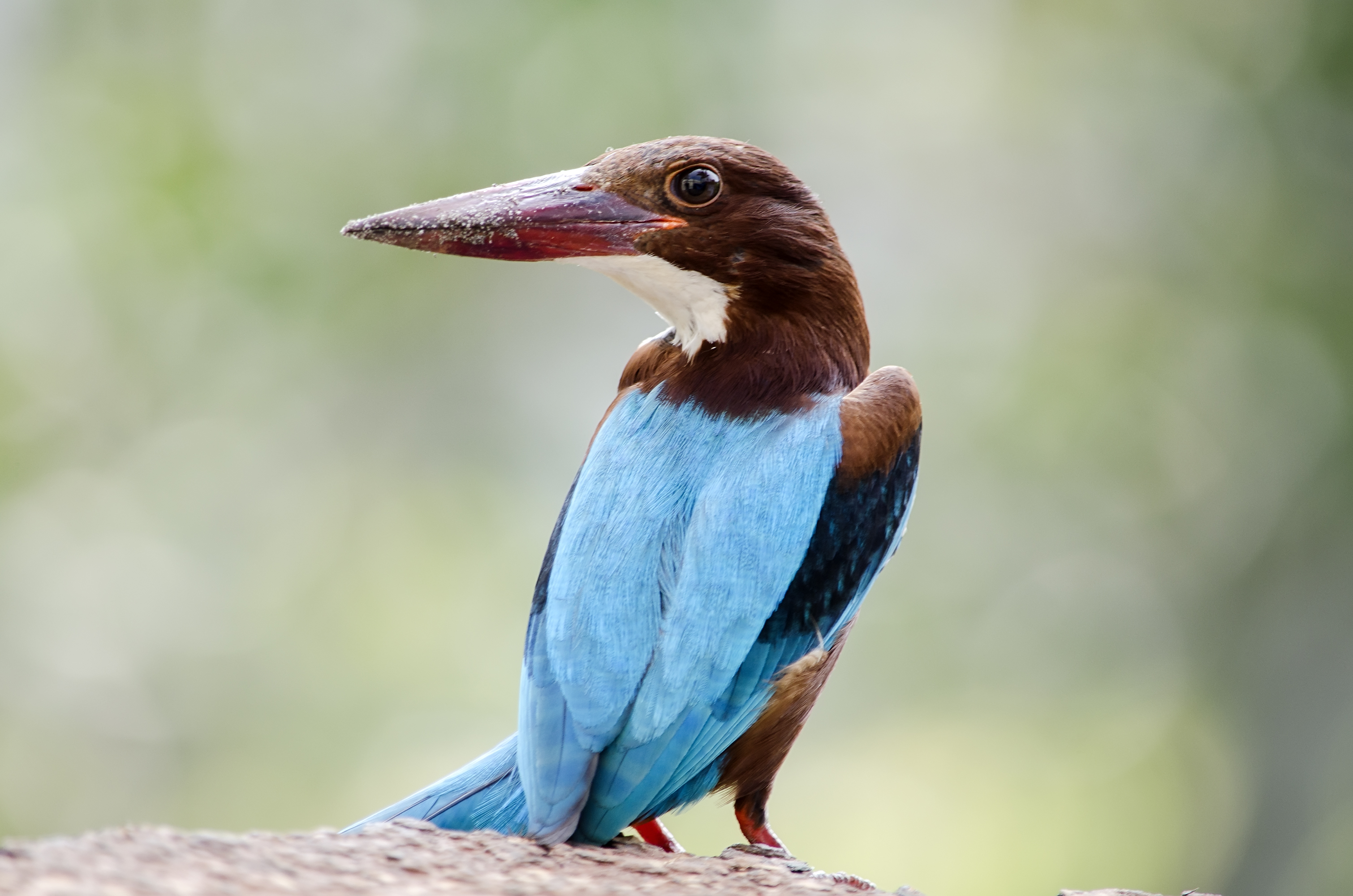
Braunliest

  - Graukopfliest (Halcyon leucocephala)
  - Senegalliest (Halcyon senegalensis)
  - Mangrovenliest (Halcyon senegaloides)
  - Zügelliest (Halcyon malimbica)
  - Braunkopfliest (Halcyon albiventris)
  - Streifenliest (Halcyon chelicuti)
  - Braunbrustliest (Halcyon gularis)
- Gattung Todiramphus
  - Dunkelliest (Todiramphus nigrocyaneus)
  - Rotnackenliest (Todiramphus winchelli)
  - Lasurliest (Todiramphus diops)
  - Lazuliliest (Todiramphus lazuli)
  - Spiegelliest (Todiramphus macleayii)
  - Weißrückenliest (Todiramphus albonotatus)
  - Ultramarinliest (Todiramphus leucopygius)
  - Braunbauchliest (Todiramphus farquhari)
  - Rotbürzelliest (Todiramphus pyrrhopygia)
  - Flachschnabelliest (Todiramphus recurvirostris)
  - Zimtkopfliest (Todiramphus cinnamominus)
  - Molukkenliest (Todiramphus funebris)
  - Halsbandliest (Todiramphus chloris) oder (Halcyon chloris)
  - Talautliest (Todiramphus enigma)
  - Echsenliest (Todiramphus saurophaga)
  - Timorliest (Todiramphus australasia)
  - Götzenliest (Todiramphus sanctus)
  - Tahitiliest (Todiramphus veneratus)
  - Mangaialiest (Todiramphus ruficollaris)
  - Boraboraliest (Todiramphus tuta)
  - Marquesasliest (Todiramphus godeffroyi)
  - Tuamotuliest (Todiramphus gambieri)
  - Palau-Zimtkopfliest (Todiramphus pelewensis)[5]
  - Pohnpei-Zimtkopfliest (Todiramphus reichenbachii)[5]
- Gattung Syma
  - Gelbschnabelliest (Syma torotoro)
  - Bergliest (Syma megarhyncha)

## Merkmale
Eisvögel sind kurzschwänzige, großköpfige, gedrungene Vögel mit langen, spitzen Schnäbeln. Wie andere Rackenvögel auch, sind sie lebhaft gefärbt. Die Lieste sind mittelgroße bis große Arten, äußerlich meist typisch erscheinende Eisvögel, auch wenn der Froschschnabelliest einen konischen Schnabel besitzt und die Tanysiptera-Arten (Paradieseisvögel) verlängerte Steuerfedern haben. Einige Arten, insbesondere die Jägerlieste, zeigen einen Geschlechtsdimorphismus.:6–11

## Verbreitung und Lebensraum
Die meisten Liest-Arten kommen in den warmen Klimaten von Afrika, Süd- und Südostasien und Australasien vor. Kein einziger Vertreter ist in Amerika verbreitet. Als Ursprung der Unterfamilie wird das tropische Australasien vermutet, wo die meisten Arten zu finden sind.:21–22 Das ist nicht vollständig plausibel: Moyle (2006) gibt zu bedenken, dass einerseits „Australasien“ zwei – durch die Wallace-Linie getrennte – biogeografische Regionen umfasst, andererseits der indomalaiische Archipel bis zum frühen Miozän noch gar nicht existierte, also lange nachdem die ersten fossilen Eisvögel im Eozän Europas und Nord-Amerikas auftraten.
Lieste nutzen eine Spanne von Lebensräumen von Tropischen Regenwäldern über offene Waldlandschaften bis hin zur Dornbuschsavanne. Viele Arten sind nicht eng an Gewässer gebunden und können auch in ariden Lebensräumen Afrikas und Australiens vorkommen.:12–13

## Verhalten

### Brut

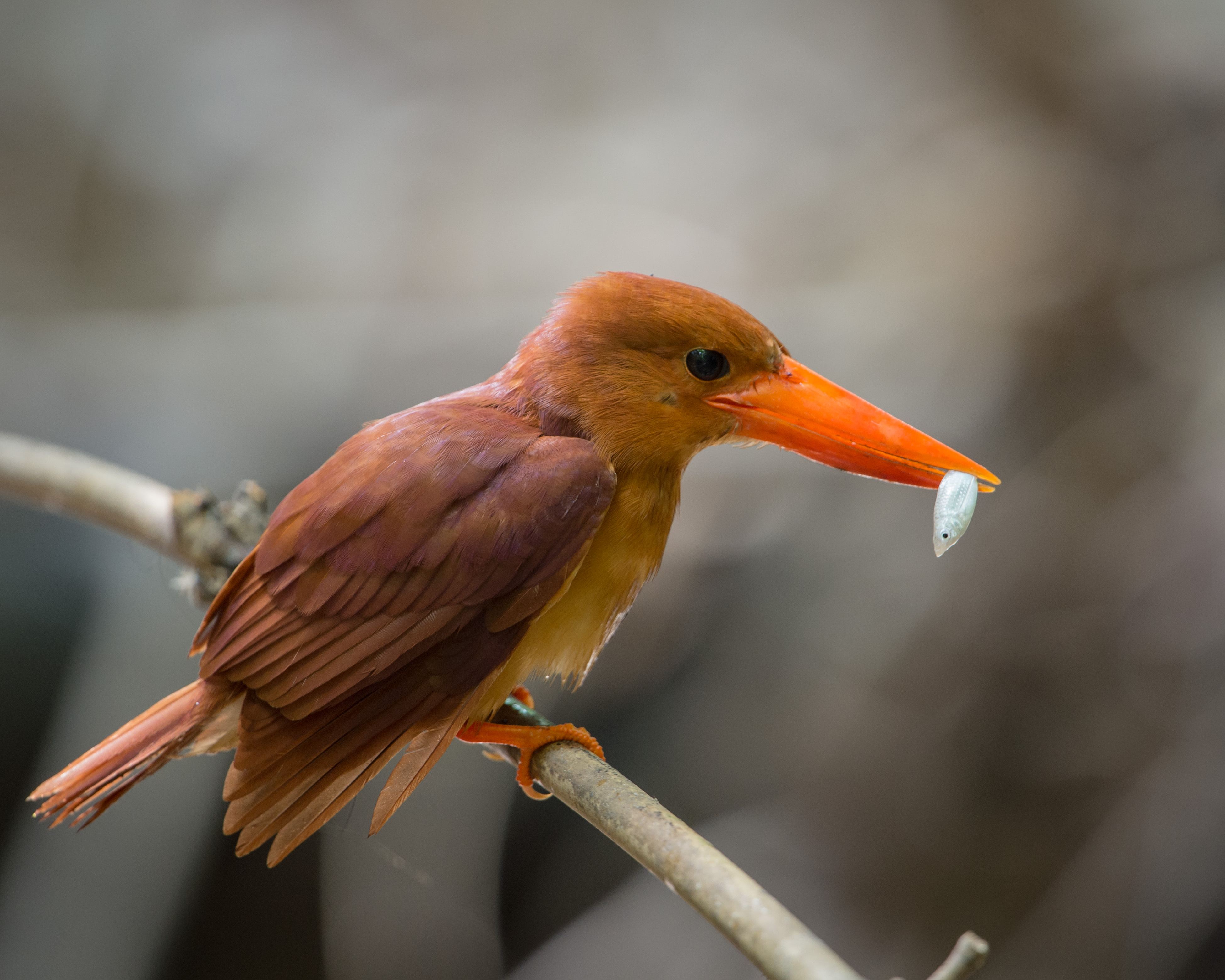
Feuerliest

Lieste leben monogam. Sie verhalten sich territorial, auch wenn einige Arten einschließlich dreier Jägerlieste ein System gemeinschaftlichen Brütens unter Einbeziehung von Jungtieren aus früheren Bruten etabliert haben. Als Nest dient eine Baumhöhle (entweder natürlichen Ursprungs oder in Nachnutzung von Spechthöhlen); die Höhlen können in weichem oder verrottendem Holz auch durch die Lieste selbst ausgehöhlt worden sein. Einige Arten graben Löcher in Termitennester. Es wird kein Nistmaterial eingetragen; über mehrere Jahre hinweg kann gleichwohl eine Streuschicht aufgebaut worden sein. Beide Partner bebrüten die Eier und füttern die Jungen. Die Eiablage wird in Ein-Tages-Intervallen vollzogen. Bei Nahrungsknappheit wird nur der ältere Nestling gefüttert. Die Küken sind beim Schlupf nackt, blind und hilflos und hocken – im Gegensatz zu den Altvögeln – auf den Fersen.:17–18

### Ernährung
Obwohl Lieste wie der Kappenliest gelegentlich Feuchtgebiete aufsuchen, gibt es unter ihnen keine spezialisierten Fischfänger. Die meisten Arten sind Ansitz-Jäger, die sich von einem Ast auf ihre Beute – meist langsame Wirbellose oder kleine Wirbellose – stürzen. Der Froschschnabelliest wühlt in der Streu nach Würmern und anderer Beute; der Braunbauchliest frisst ausschließlich Insekten und Spinnen. Weitere Arten des West-Pazifiks sind gleichfalls hauptsächlich insektivor und jagen Insekten, teilweise im Flug. Wie auch bei den anderen Unterfamilien der Eisvögel neigen die insektenfressenden Arten zu roten, abgeflachten Schnäbeln, die die Insektenjagd unterstützen.:12–13